# Rudi Fischer
Rudolf Fischer conosciuto come Rudi (Stoccarda, 19 aprile 1912 – Lucerna, 30 dicembre 1976) è stato un pilota automobilistico svizzero.

## Carriera

### Gli inizi
La carriera di Rudolf Fischer è in parte avvolta dal mistero. Alcuni sostengono infatti che, prima di diventare un pilota automobilistico, fosse un ristoratore, altri che lavorasse nel settore dell'elettricità. Fece comunque il suo debutto ufficialmente nel 1948, quando affittò una Gordini per disputare il Gran Premio di Ginevra. A partire da quel momento le sue apparizioni si fecero abbastanza frequenti e corse soprattutto per squadre clienti, in particolare l'Ecurie Espadon.
Per il 1950 iniziò la stagione guidando una SVA progettata da Giovanni Savonuzzi, ma i risultati ottenuti furono deludenti. Fischer decise dunque di tornare alla Ecurie Espadon che gli fornì una OSCA e in seguito una HWM. Nonostante ciò la fragilità delle vettura si dimostrò molto elevata e non conquistò piazzamenti importanti.

### Formula 1
Lo svizzero decise quindi di acquistare con i suoi mezzi una Ferrari e di montarci un motore V12 da 2.5 litri al fine di poter gareggiare in Formula 1. Prese parte a varie corse non ufficiali ottenendo tre podi, mentre nelle gare in calendario non andò oltre un sesto posto al Gran Premio di Germania. Partecipò inoltre ad alcuni appuntamenti di Formula 2.
Per il 1952 Enzo Ferrari gli vendette una 500 F2, con cui ottenne un quarto posto al Gran Premio di Siracusa. Per la gara seguente gli venne assegnata una vettura della squadra ufficiale e concluse terzo. A maggio, poi, ottenne i suoi primi punti in Formula 1 con un secondo posto nella corsa di casa e giunse poi terzo in Germania. Riuscì anche ad imporsi in un appuntamento non ufficiale sul circuito dell'AVUS.
A fine anno, ormai stanco delle corse, decise di ritirarsi all'età di quarant'anni.

## Risultati completi
| 1950 | Scuderia       | Vettura |  |  |  |    |  |  |  |  | Punti | Pos. |
| ---- | -------------- | ------- |  |  |  | -- |  |  |  |  | ----- | ---- |
| 1950 | Ecurie Espadon | SVA     |  |  |  | NQ |  |  |  |  | 0     |      |

| 1951 | Scuderia       | Vettura     |    |  |  |  |  |   |    |  | Punti | Pos. |
| ---- | -------------- | ----------- | -- |  |  |  |  | - | -- |  | ----- | ---- |
| 1951 | Ecurie Espadon | Ferrari 212 | 11 |  |  |  |  | 6 | NP |  | 0     |      |

| 1952 | Scuderia       | Vettura     |   |  |  |    |    |   |  |     | Punti | Pos. |
| ---- | -------------- | ----------- | - |  |  | -- | -- | - |  | --- | ----- | ---- |
| 1952 | Ecurie Espadon | Ferrari 500 | 2 |  |  | 11 | 13 | 3 |  | Rit | 10    | 4º   |

| Legenda | 1º posto     | 2º posto | 3º posto    | A punti         | Senza punti/Non class.  | Grassetto – Pole position Corsivo – Giro più veloce |
| Legenda | Squalificato | Ritirato | Non partito | Non qualificato | Solo prove/Terzo pilota | Grassetto – Pole position Corsivo – Giro più veloce |